# Гревилль, Фулк, 1-й барон Брук
Фулк Гревилль, 1-й барон Брук (англ.  Fulke-Greville Brooke; 3 октября 1554 — 30 сентября 1628) — английский поэт, драматург и писатель Елизаветинской эпохи. Государственный деятель, член палаты общин Англии (в разное время между 1581 и 1621), казначей военно-морского флота Великобритании, канцлер казначейства и комиссар Казначейства Великобритании.
1-й барон Брук, 13-й барон Латимер, 5-й барон Уиллоуби де Брок. Член Тайного совета.

## Биография
Образование получил в колледже Иисуса Кембриджского университета.
В 1585 году Гревилль договорился отправиться с сэром Фрэнсисом Дрейком в его экспедицию против испанской Вест-Индии, но королева Елизавета I запретила Дрейку взять его с собой, а также не разрешила ему присоединиться к армии Роберта Дадли в Нидерландах.
Гревилль участвовал в битве при Кутра в 1587 году. Около 1591 года Гревилль служил в течение короткого времени в Нормандии под руководством короля Франции Генриха IV, где принимал участие в религиозных войнах.
В период правления Елизавете I и Якова I занимал различные высшие должности. В 1604 году за заслуги перед короной ему был подарен Уорикский замок.
В 1621 году он стал первым бароном Брук.
Заколот собственным слугой в 1628 г., считавшим себя обделённым в завещании барона.

## Творчество
Дружил с большинством известных писателей своего времени. Был членом кружка поэтов, названного Ареопагом, включавшим Гэбриэла Харви, Эдмунда Спенсера, Филипа Сидни и Эдварда Дайера.
Автор двух политических трагедий («Mustapha» и «Alaham»), нескольких дидактических стихотворений (о монархии, религии), цикла песен и сонетов, собранных в томе «Caelica» (1633).
Известен как биограф своего друга поэта Филипа Сидни («Life of the Renowned Sir Philip Sidney», 1652). Собрание его сочинений издано Гросартом (в 4 томах, Лондон, 1871).
В своих стихах выражал отчетливые кальвинистские взгляды на искусство, литературу, красоту и другие философские вопросы.

## Награды
- Рыцарь  Бани.